# Salah Hissou
Salah Hissou (Arabisch: صلاح حيسو; Ait Taghia, 16 januari 1972) is een Marokkaanse langeafstandsloper. Met een tijd van 26.38,08 liep hij op 23 augustus 1996 tijdens de Memorial Van Damme in Brussel een wereldrecord op de 10.000 m. Dit record werd op 4 augustus 1997 door Haile Gebrselassie verbeterd naar 26.31,32.
Zijn beste prestatie is het winnen van een gouden medaille op de wereldkampioenschappen atletiek 1999 in Sevilla. Hij versloeg hiermee de Keniaan Benjamin Limo (zilver) en de Belg Mohammed Mourhit (brons).
Op 16 oktober 1994 won hij de 20 km van Parijs in 58.20. Op de Olympische Spelen van 1996 in Atlanta eindigde hij in de finale achter de Ethiopiër Haile Gebrselassie en de Keniaan Paul Tergat en won zodoende een bronzen medaille.
Ook in Nederland is hij geen onbekende. Zo liep hij in 2004 de marathon van Rotterdam in 2:12.45 en won hij op 7 maart 2004 de 20 van Alphen in 57.54.

## Titels
- Marokkaans kampioen 5000 m - 1991
- Wereldkampioen 5000 m - 1999

## Persoonlijke records
| Onderdeel      | Prestatie        | Datum            | Plaats              |
| -------------- | ---------------- | ---------------- | ------------------- |
| 1500 m         | 3.35,9           | 7 augustus 1999  | Londen              |
| 1 mijl         | 3.52,54          | 7 augustus 1999  | Londen              |
| 2000 m         | 4.58,4           | 1999             |                     |
| 3000 m         | 7.28,93          | 4 augustus 1999  | Monaco              |
| 5000 m         | 12.50,80         | 5 juni 1996      | Rome                |
| 10.000 m       | 26.38,08 (ex-WR) | 23 augustus 1996 | Brussel             |
| 20 km          | 57.54            | 7 maart 2004     | Alphen aan den Rijn |
| halve marathon | 1:01.56          | 7 oktober 2001   | Bristol             |
| marathon       | 2:12.45          | 4 april 2004     | Rotterdam           |

## Palmares

### 3000 m
Golden League-podiumplekken
- 1999:  Meeting Gaz de France – 7.33,47
- 1999:  Herculis – 7.28,93

### 5000 m
Kampioenschappen
- 1994:  Jeux de la Francophonie - 13.22,08
- 1996:  Grand Prix - 12.54,83
- 1999:  WK - 12.58,13

Golden League-podiumplekken
- 1999:  Golden Gala – 12.55,39
- 1999:  Weltklasse Zürich – 12.53,45
- 2002:  Golden Gala – 12.55,85

### 10.000 m
- 1994:  Jeux de la Francophonie - 28.34,25
- 1995: 4e WK - 27.14,70
- 1996:  OS - 27.24,67
- 1997:  WK - 27.28,67

### Halve marathon
- 1994: 18e WK in Oslo - 1:02.20
- 2001: 11e WK in Bristol - 1:01.56

### Marathon
- 2004: 11e marathon van Rotterdam - 2:12.44,4

### Veldlopen
- 1994: 11e WK veldlopen (lange afstand)
- 1995:  WK veldlopen (lange afstand) - 34.14
- 1996:  WK veldlopen (lange afstand) - 33.56
- 1997:  WK veldlopen (lange afstand) - 35.13